# Charles Mitchell (gouverneur)
Sir Charles Hugh Bullen Mitchell, né le 25 octobre 1836 à Pembroke et mort le 7 décembre 1899 à Singapour, est un gouverneur colonial britannique.

## Biographie
Soldat dans les Royal Marines à partir de 1852, il prend part à la guerre de Crimée de 1854 à 1856 et est décoré lors de la bataille de Suomenlinna de 1855. Il est nommé secrétaire colonial au Honduras britannique en 1868, puis à la colonie du Natal en 1877. Il est fait chevalier commandeur de l'ordre de Saint-Michel et Saint-Georges en 1883.
Il est brièvement le gouverneur des Fidji de 1886 à 1888. À cette fonction, il est surpris de découvrir la grande autonomie que le premier gouverneur, Arthur Gordon, a accordée aux chefs autochtones fidjiens - mais, secondé par le lieutenant gouverneur John Bates Thurston qui défend les autochtones face à la rapacité des quelques colons propriétaires de plantations, Charles Mitchell prend le parti des autochtones et défend leurs droits. Prêt à discuter avec les Fidjiens les plus pauvres, il devient populaire. Étant par ailleurs ex officio haut-commissaire britannique au Pacifique occidental, il se rend en 1887 au royaume des Tonga, État polynésien indépendant, où il établit une bonne entente avec le roi George Tupou Ier et parvient à assurer la médiation d'un conflit entre le Premier ministre tongien Shirley Baker et l'église wesleyenne locale.
Il est ensuite gouverneur de Natal de 1889 à 1893. À ce poste, il préside en 1893 à l'octroi d'un gouvernement responsable aux colons britanniques, avec une nouvelle constitution adoptée par le Conseil législatif de la colonie,. En 1891, il rencontre et s'entretient avec Paul Kruger, le président de la république du Transvaal, à la frontière entre la colonie britannique et cet État boer.
En 1894 il est nommé gouverneur des Établissements des détroits, la colonie britannique couvrant Malacca, Penang et Singapour. Fait chevalier grand croix de l'ordre de Saint-Michel et Saint-Georges en 1895, il contribue aux bonnes relations entre la colonie et la colonie voisine de Java dans les Indes orientales néerlandaises. Il est atteint d'une paralysie soudaine le 6 décembre 1899, et meurt le lendemain, à l'âge de 63 ans.